# Berijev MBR-2
Berijev MBR-2 (Morskoj Bližnij Razvědčik) byl sovětský celodřevěný jednomotorový průzkumný a bombardovací létající člun užívaný v druhé světové válce.
První prototyp vzlétl roku 1932, poháněný motorem BMW VI o výkonu 368-537 kW. Letoun se ukázal jako zdařilý, takže v roce 1933 byla schválena sériová výroba. První letouny s motorem M-17B se dostaly k bojovým jednotkám roku 1934, od roku 1935 byly osazovány výkonnější pohonnou jednotkou M-34N o výkonu až 610 kW. S přídavným pevným podvozkem mohl MBR-2 přistávat i na zemi, s vyvažovacími bruslemi místo plováků i na ledě.
V roce 1934 byla na letecké linky dopravců Aeroflot a Aviaarktika zavedena osmisedadlová civilní verze, označená MP-1, určená především pro dopravu v přímořských oblastech. Od roku 1937 byla vyráběna se silnějším motorem M-34B pod označením MP-1bis.
Stroj byl vyráběn až do roku 1942.

## Verze letounu
- MBR-2/M-17 - letoun s motorem Mikulin M-17, vyrobeno asi 100 kusů
- MBR-2/M-34 - modernizovaná verze s motorem Mikulin M-34NB, vyrobeno asi 1200 kusů

## Uživatelé
- Finsko
  - Finské letectvo
- Severní Korea
  - Letectvo Korejské lidové armády
- Sovětský svaz
  - Aeroflot
  - Sovětské námořní letectvo

## Specifikace

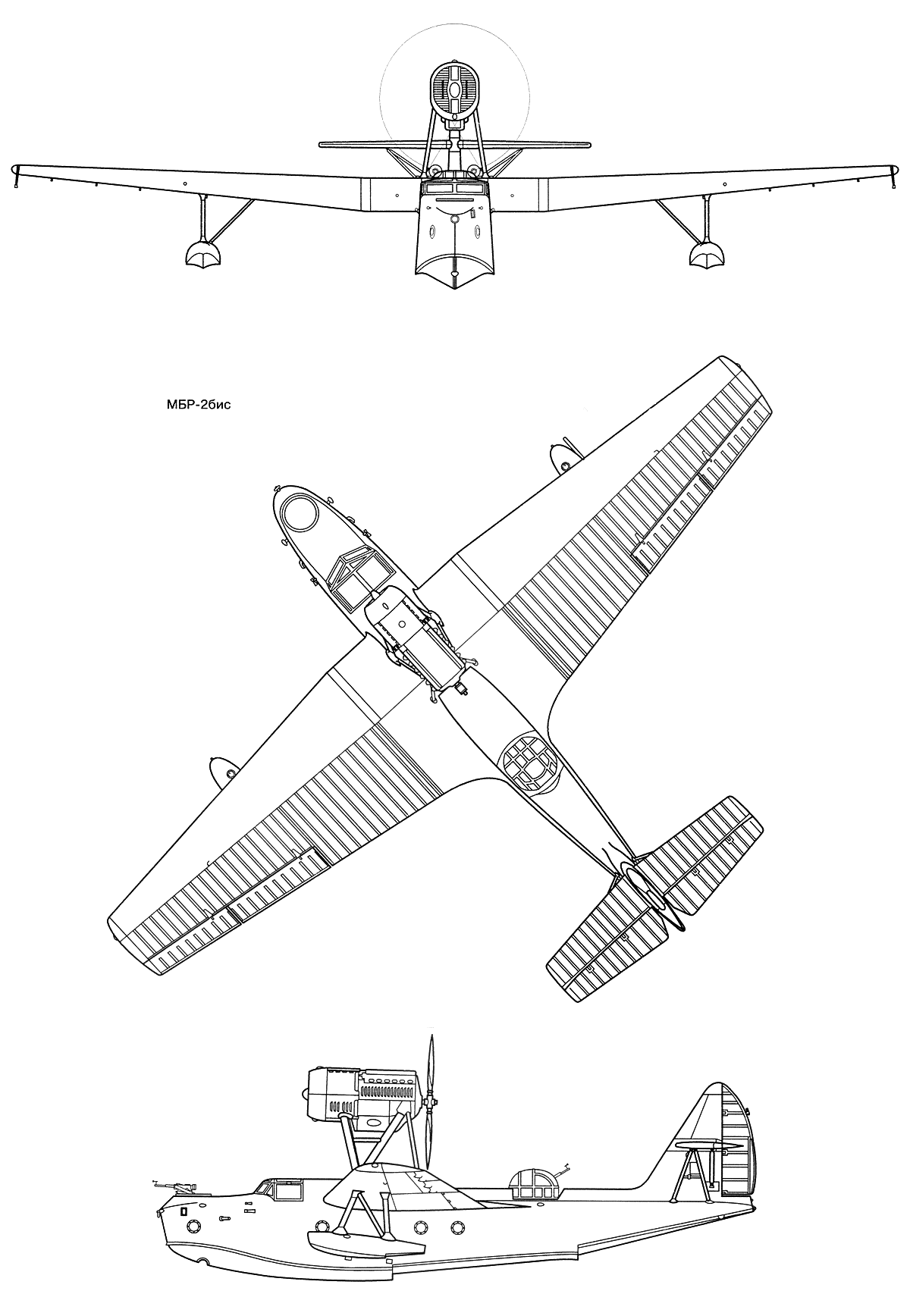
Berijev MBR-2

### Technické údaje
- Osádka: 4
- Rozpětí: 19,00 m
- Délka: 13,50 m
- Hmotnost prázdného stroje: 2718 kg
- Vzletová hmotnost: 4000 kg
- Pohonná jednotka: 1 × dvanáctiválcový vidlicový motor Mikulin M-34NB
- Výkon pohonné jednotky: 641 kW

### Výkony
- Maximální rychlost: 238 km/h
- Dostup: 7900 m
- Dolet: 800 km

### Výzbroj
- 2 × kulomet ráže 7,62 mm
- až 500 kg pum